# 1183

سنة 1183 كانت سنة بسيطة تبدأ يوم السبت حسب التقويم اليولياني.

## أحداث
- حصار الكرك في الفترة ما بين نوفمبر و4 ديسمبر.

## مواليد
- جغتاي خان

## وفيات
- أوتو الأول دوق بافاريا
- ابن بشكوال
- روبير واس